# Privilège de Saint-Romain

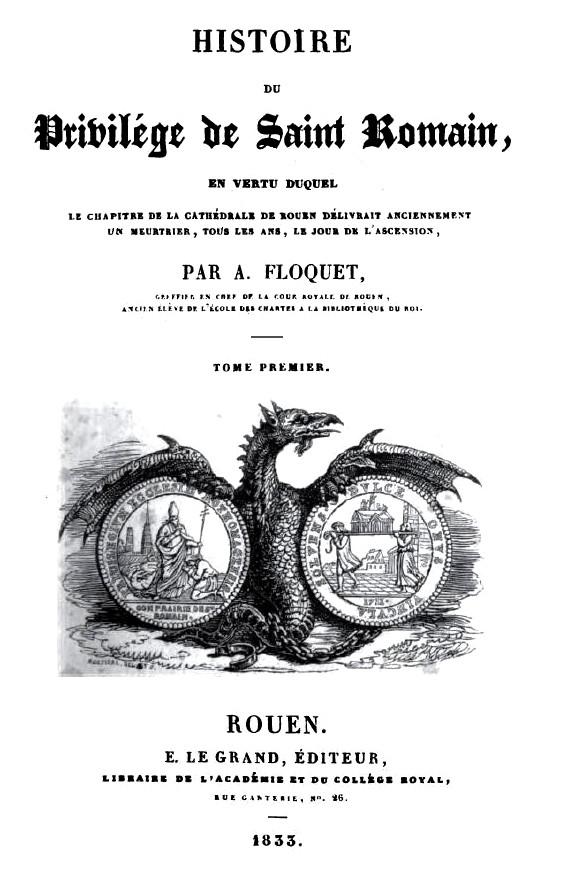
Page de titre du livre de A. Floquet, Rouen, 1833. Illustration : jeton de la Confrérie de Saint-Romain
L'avers montre saint Romain et le condamné à mort à ses pieds. Le revers montre l'élu (devant, les chaînes aux bras) portant la fierte de saint Romain.

Le privilège de saint Romain permettait au chapitre de la cathédrale de Rouen de gracier chaque année un condamné à mort le jour de l'Ascension. Son origine fait partie de la légende de Saint Romain. Sans cesse contesté par les autorités royales mais plusieurs fois confirmé par le roi de France, il a été exercé pour la dernière fois en 1790.

## Origine légendaire
Saint Romain, évêque de Rouen au temps de Dagobert (629 - 639), décida de dompter un monstre des eaux, la Gargouille, qui désolait les marais de la rive gauche. Il demanda un compagnon et seul un condamné à mort accepta. Saint Romain passa son étole au cou de la Gargouille, et elle fut menée à la ville, tenue ainsi en laisse par le condamné à mort. Celui-ci fut gracié. Dagobert (ou son fils Clovis II) donna à l'évêque de Rouen saint Ouen le privilège de gracier un condamné chaque année.

## Histoire
Une étude de différents ouvrages du Moyen Âge ont permis à Amable Floquet, dans son livre Histoire du privilège de Saint-Romain, d'estimer le commencement du privilège de Saint-Romain vers le milieu du XIIe siècle . Le privilège de Saint-Romain, exercé par le chapitre de la cathédrale de Rouen, était vu par le roi de France comme un empiètement sur son droit de grâce. En 1210, le gouverneur du château royal de Rouen (celui où Jeanne d'Arc sera enfermée en 1431) refuse de remettre le prisonnier. Le chapitre adresse une remontrance au roi Philippe-Auguste. L'enquête royale établit que le privilège était déjà exercé sous le règne du roi Henri II Plantagenêt (1154 - 1189). Au cours du temps, le chapitre réussit à maintenir le privilège, malgré les tentatives des institutions de l'État, et à en élargir explicitement le bienfait aux complices du crime. 
Au XVe siècle, la légende est publiée, les vitraux de la cathédrale de Rouen et de l'église Saint-Maclou représentent la scène. En 1485, le privilège est exercé en présence du roi de France Charles VIII. En 1542, un nouveau monument de pierre en forme de dais, appelé aujourd'hui la Fierte Saint-Romain, est édifiée sur la place des Halles pour la solennité. En 1597, une déclaration du roi Henri IV exclut les condamnés pour certains crimes (lèse-majesté, hérésie, fausse monnaie, assassinat par guet-apens, viol).
La Révolution française met fin au privilège de Saint-Romain qui aura duré environ 650 ans. En 1791, Adrien Duport, rapporteur de la réforme judiciaire à l'Assemblée constituante, déclare que ce privilège avait été aboli comme les autres par la nouvelle Constitution du royaume.

## Procédure

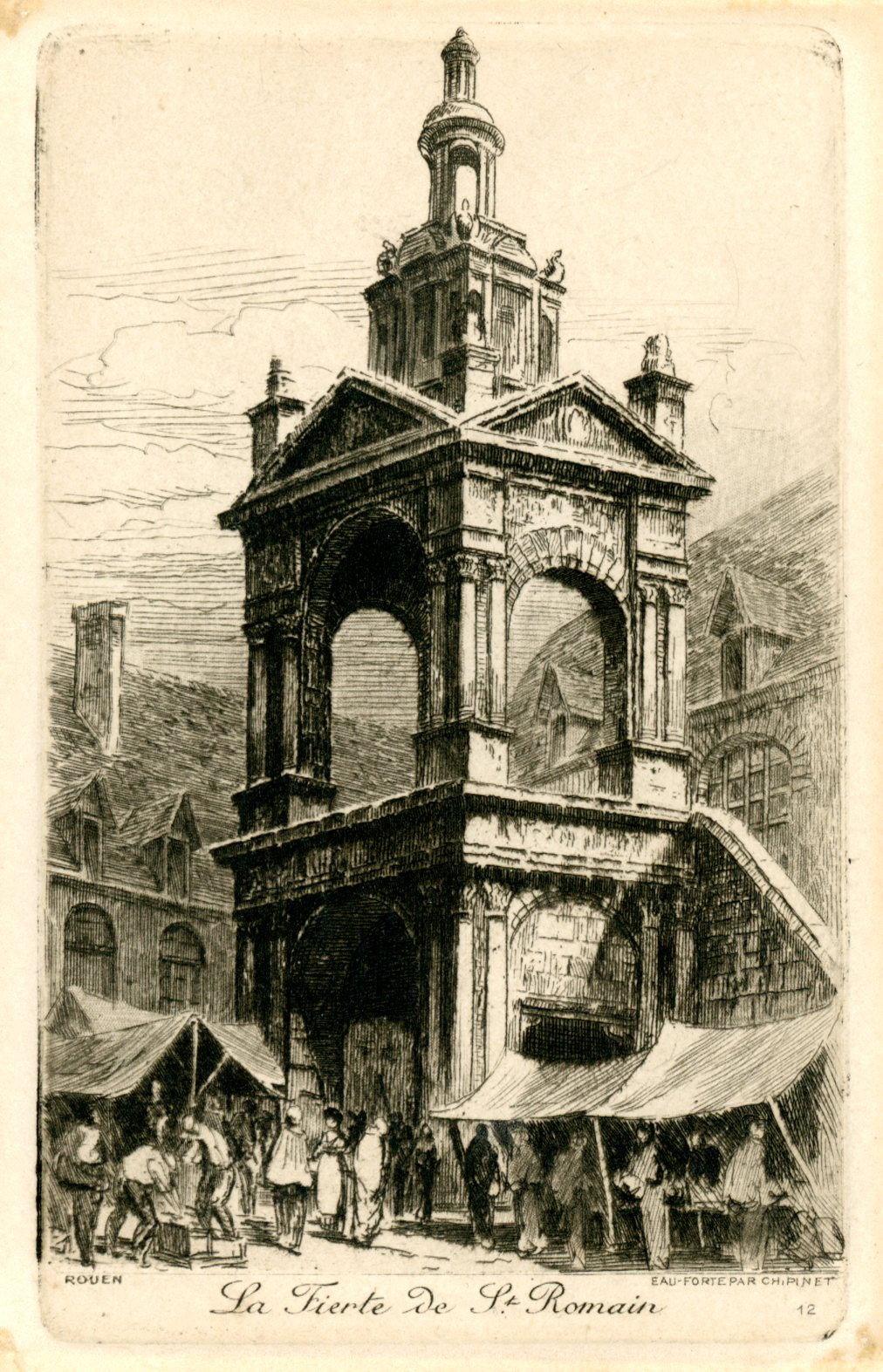
La Fierte Saint-Romain, carte postale, eau-forte de Charles Pinet.

Dix-huit jours avant la fête de l'Ascension, une délégation du chapitre va au Parlement de Rouen et autres institutions de justice, insinuer (faire inscrire sur le registre) l'existence du privilège. Toutes les procès criminels et exécutions sont suspendus. Pendant les trois jours des Rogations qui précèdent l'Ascension, le chapitre enquête pour choisir le condamné qui sera élu. Le privilège permet aux délégués du chapitre d'entrer dans toutes les prisons et de se faire présenter tous les prisonniers qu'ils veulent entendre. Le chapitre tient audience pour entendre des témoins et prendre connaissance des interventions écrites. Tout ce qui est dit est couvert par un secret sous serment « comme celui de la confession ». 
Le matin de l'Ascension, le chapitre vote ; seuls les chanoines prêtres y ont une voix. L'élu est extrait de la prison et comparaît devant le Parlement en séance qui vérifie que son crime fait partie de ceux que prévoit le privilège. Ensuite, le chapitre et la confrérie de Saint-Romain portant la Fierte, châsse des reliques de saint Romain se rendent en procession en partant du portail des Libraires de la cathédrale et en passant devant l'église Saint-Maclou à la place de la Haute-Vieille-Tour ; l'élu, qui attendait l'arrivée du cortège, sous la garde de la confrérie, monte les marches du monument de la Fierte Saint-Romain, et lève trois fois le reliquaire devant la foule. La procession suivie de la châsse portée par l'élu continue vers la cathédrale et rentre par le portail de la Calende pour la grand-messe. Après des cérémonies expiatoires et une nuit sous le toit du maître de la confrérie, le gracié prête serment de ne pas récidiver et est libéré. Le chapitre lui remet une pancarte, document où sont écrits son nom et ceux de ses complices, qui fait preuve de l'amnistie et du rétablissement de leurs droits.
Il arrive que le Parlement refuse d'agréer le choix du chapitre. Si le chapitre maintient son choix, il n'y a pas de cérémonie ; sinon un nouveau vote a lieu immédiatement. Parfois des contestations ultérieures sur la qualification du crime, qui ont pour enjeu la réhabilitation définitive de l'élu et de ses complices, vont jusqu'au conseil du roi. 

## Mémoire

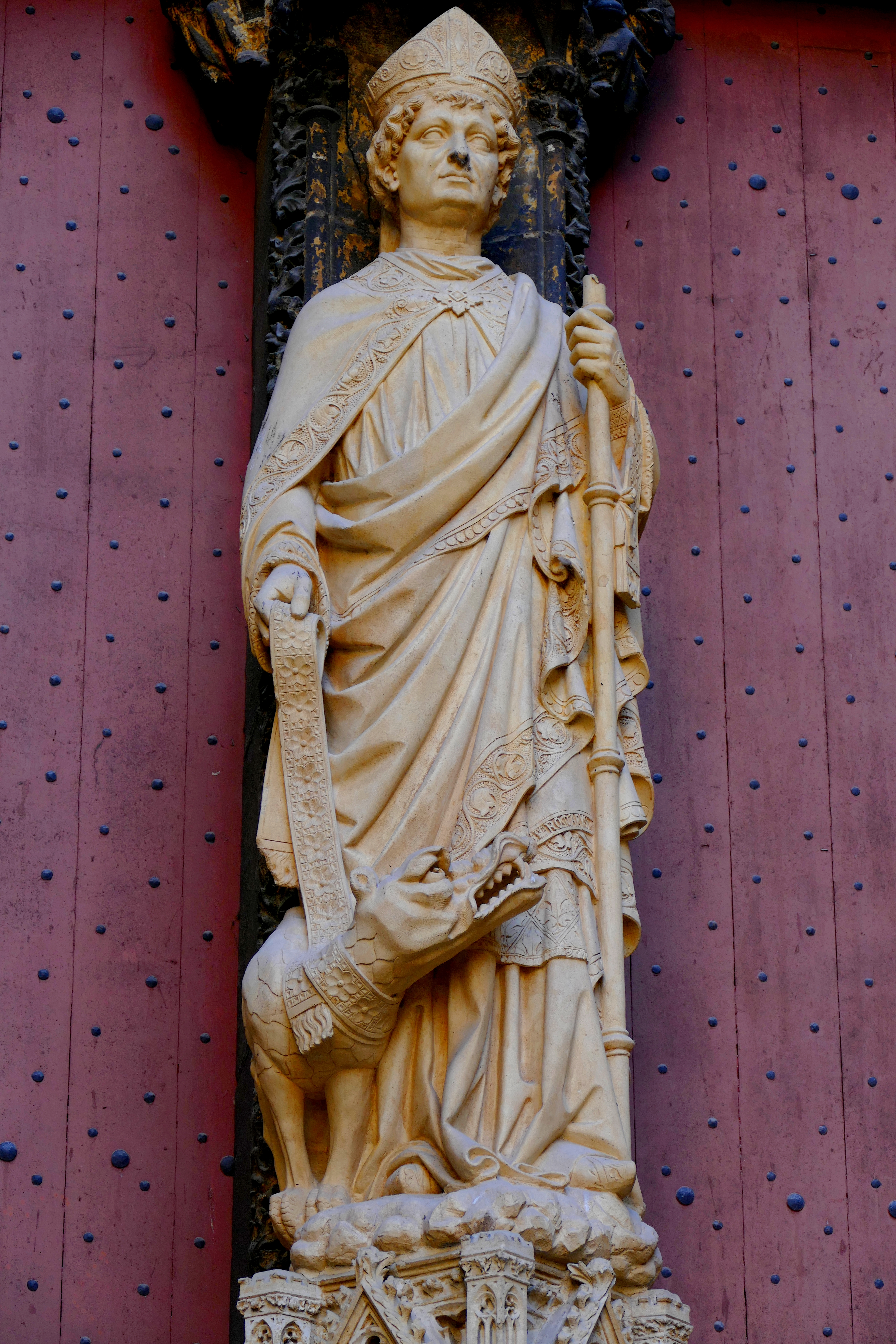
Statue de saint Romain, portail des Libraires de la cathédrale Notre-Dame de Rouen.

Le monument de la Fierte Saint-Romain est adossé au bâtiment de la Halle aux Toiles reconstruit à l'époque moderne. Seule subsiste la façade des anciennes halles contigüe à la fierte; le reste des anciennes halles a été anéanti par l'incendie de juin 1940 et les bombardements de 1944 ; la place du marché, ainsi que la Haute-Vieille-Tour, cadre de la cérémonie, ont disparu. La châsse de saint Romain, du XIIIe siècle, est conservée dans le Trésor de la cathédrale de Rouen.